# Приключения клерка
«Приключения клерка» (англ. The Adventure of the Stockbroker's Clerk) — один из рассказов английского писателя Артура Конан Дойла о знаменитом сыщике Шерлоке Холмсе. Входит в сборник рассказов «Воспоминания Шерлока Холмса» (др. название — «Записки о Шерлоке Холмсе»), опубликованный в 1894 году. Загадка похожа на рассказы «Союз рыжих» и «Три Гарридеба».

## Сюжет
Спустя три месяца после женитьбы доктора Ватсона, а именно в июне 1889 года к нему приезжает Шерлок Холмс и предлагает включиться в очередное расследование, заказчиком которого является мистер Холл Пикрофт.
Во время путешествия в Бирмингем Пикрофт рассказывает, что в течение 5 лет он работал клерком в маклерской конторе, пока та не обанкротилась. Истратив в отсутствие работы почти все накопленные средства, Пикрофт написал заявление о работе в банк "Мейсон и Уильямсон" и вскоре получил положительный ответ. Однако вечером к Пикрофту пришел некий мистер Артур Пиннер, представившийся финансовым агентом и предложил стать коммерческим директором «Франко-Мидланской компании скобяных изделий» с годовым окладом в 500 фунтов стерлингов. Пиннер уговорил Пикрофта принять его предложение, и, вручив ему аванс, попросил написать заявление с просьбой о приеме на работу. Также Пиннер посоветовал никому ничего не сообщать.
Назавтра Пикрофт приехал в Бирмингем, где встретился с Гарри Пиннером. Этот человек оказался очень похожим на своего брата Артура, только без бороды. Пикрофт был поражен новым местом работы — маленькое, обшарпанное помещение и нелепым первым заданием по переписыванию справочника. Он выполнил работу, но когда Гарри Пиннер поставил новую задачу, Пикрофт с ужасом увидел, что на одном из зубов Гарри Пиннера наложена золотая пломба, точно такая же, как у Артура Пиннера. Пикрофт понял, что с ним общался один и тот же человек. Не понимая смысла странной игры, Пикрофт решил обратиться к Шерлоку Холмсу.
После того, как Холл Пикрофт рассказал эту загадочную историю, Холмс предложил Пикрофту явиться к человеку, выдающему себя за «братьев Пиннеров», представив Холмса и Ватсона как двух соискателей работы, чтобы при личном общении попытаться все выяснить.
Войдя в помещение компании Холмс, Ватсон и Пикрофт обнаруживают «Гарри-Артура Пиннера» с искаженным от отчаяния лицом. Холмс представляется бухгалтером, а Ватсон клерком, якобы ищущими работу. «Гарри-Артур Пиннер» просит посетителей подождать, а сам скрывается в соседней комнате, где совершает попытку самоубийства, пытаясь повеситься. Взломав дверь, Холмс и Ватсон спасают его. Затем Холмс наконец-то объясняет логику этого загадочного дела.
Никакой «Франко-Мидланской компании» не существует, Пикрофта просили написать заявление о приеме на работу, чтобы получить образец почерка. Под именем Пикрофта в банк явился самозванец, которого никто не смог опознать. Самого Пикрофта для перестраховки отправляют в Бирмингем заниматься надуманной работой. Статья в газете на столе «Гарри-Артура Пиннера» подтверждает слова Холмса: мошенники, братья Беддингтоны, использовали именно такую схему, чтобы ограбить банк. Однако одного из братьев, «лже-Пикрофта», случайно задержали после ограбления, а другого брата задерживают Холмс, Ватсон и настоящий Пикрофт.

## Русские переводы
Cделанный в 1907 г. перевод представляет исторический интерес.
Впоследствии были опубликованы переводы  И. Гуровой в 1983 году и Игоря Толока в 2016 году.

## Первые издания
- Приключение клерка на Викитеке (англ.)

- "The Adventure of the Stockbroker's Clerk," Glasgow Weekly Mail (September 22, 1894), 7.
- "The Adventure of the Stock-Broker's Clerk," [Illustrated by W.H. Hyde]. Harper's Weekly, 37, No. 1890 (March 11, 1893), 225-227. (The Adventures of Sherlock Holmes)
- "The Adventure of the Stockbroker's Clerk," Illustrated by Dan Smith. New York World, Sunday magazine (May 21, 1905), 3-4.
- "The Adventure of the Stockbroker's Clerk," [Illustrated by Sidney Paget]. The Strand Magazine, 5, No. 27 (March 1893), 281-291. (The Adventures of Sherlock Holmes, No. 16)
- "The Adventure of the Stockbroker's Clerk," [Illustrated by Sidney Paget]. The Strand Magazine [New York], 5 (April 1893), 281-291.
- "The Adventure of the Stockbroker's Clerk," Tit Bits, 60 (June 3, 1911), 269-272.